# Ryan Shazier
Ryan Shazier (* 6. září 1992) je profesionální hráč amerického fotbalu, narodil se ve městě Lauderdale Lakes ve státě Florida a vystudoval Ohijskou státní univerzitu. V roce 2014 byl draftován týmem Pittsburgh Steelers, kde působí dodnes na pozici inside linebackera, působil také v Pro Bowlu, ve kterém hrál za konferenci AFC proti NFC.